# Khuda Gawah
Khuda Gawah è un film indiano del 1992 diretto da Mukul S. Anand.

## Premi
- Filmfare Awards
  - "Best Director" - Mukul S. Anand
  - "Best Supporting Actor" - Danny Denzongpa
  - "Best Sound" - Bhagat Singh Rathod & Kuldeep Sood